# مت کوچار
مت کوچار (انگلیسی: Matt Kuchar؛ زادهٔ ۲۱ ژوئن ۱۹۷۸) یک گلف‌باز اهل ایالات متحده آمریکا است.